# خان الحرير (حلب)
خان الحرير إحدى أهم الخانات الموجودة بحلب - سورية يحتوي على محلات ومنشأت لتجارة وبيع النسيج والحرير ومختلف أنواع الاقمشة من الصناعات السورية في مدينة حلب العريقة في هذه الصناعة والمشهورة بها منذ القدم، وبها أهم مصانع النسيج في المنطقة واشهرها .
يمتاز خان الحرير بمحلاتة وحوانيتة وابنيتة التاريخية، وهناك استراحة في الخان للتجار القادمين من جميع المناطق للتعاقد على صفقات تجارية من الاقمشة والحرائر والمنسوجات، وما زال خان الحرير من خانات وأماكن مدينة حلب العريقة.